# Lasva (gemeente)
Lasva (Estisch: Lasva vald) was een gemeente in de Estlandse provincie Võrumaa. De gemeente telde 1691 inwoners op 1 januari 2017 en had een oppervlakte van 172,3 km2.
De landgemeente Lasva telde 37 dorpen. De hoofdplaats was Lasva. In oktober 2017 werd Lasva bij de gemeente Võru vald gevoegd.
Bij Paidra staat een monument op de plek waar August Sabbe in 1978 bij zijn aanhouding een eind aan zijn leven maakte. Sabbe was de laatste actieve Woudbroeder, zoals in de Baltische landen de partizanen genoemd worden die zich tegen het Sovjetbewind verzetten.
In Listaku staat de Tõutsimäe-dorpssterrenwacht, die in 1963 door de astronoom Hugo Raudsaar in zijn geboortedorp werd gebouwd.

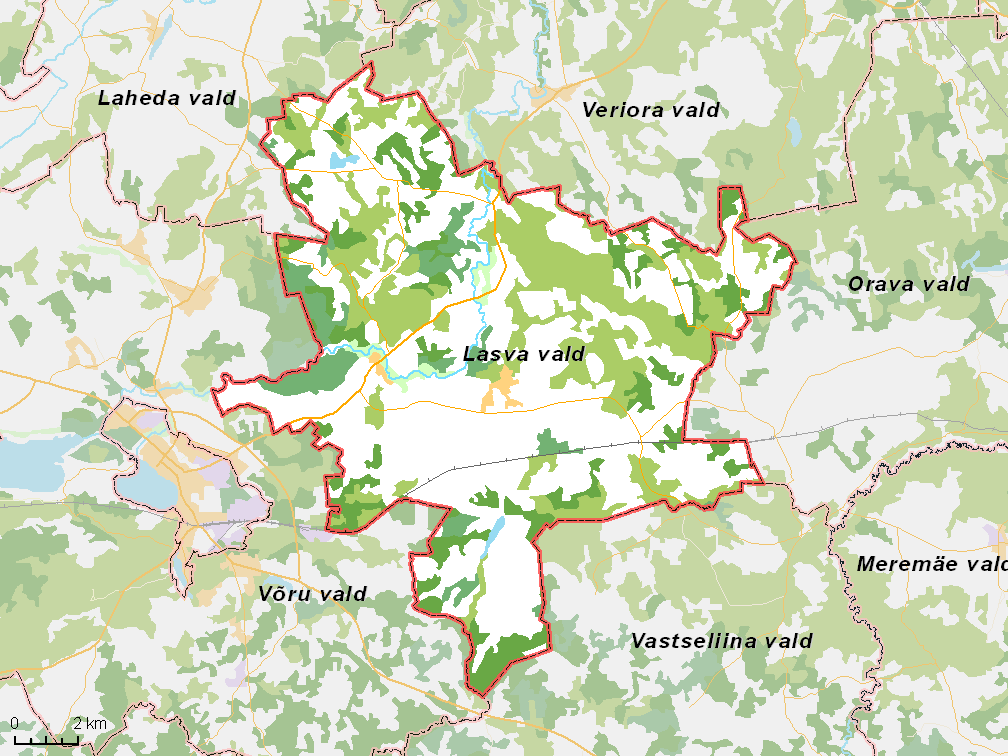
De gemeente met omliggende gemeenten, situatie begin 2017